# Жанаозен
 Тази статия е за града в Мангистауска област.  За селище със същото име вижте Жанаозен (Източноказахстанска област).  
Жанаозен (на казахски: Жаңаөзен, на руски: Жанаозен) е град в Западен Казахстан със статут на самостоятелен район в Мангистауска област. Разположен е на 143 км югоизточно от областния център Актау и е важен нефтодобивен център.

## История
Градът е основан през 1964 г. под името Нови Узен (на руски: Новый Узень) във връзка с разработването петролно находище „Узен“. На 21 октомври 1968 г. Нови Узен придобива статут на селище от градски тип, а от 20 март 1973 г. e обявен за град с областно значение. През юни 1989 г. градът е арена на междуетнически сблъсъци между казахи и кавказци. След разпадането на СССР през октомври 1993 г. Нови Узен е преименуван на Жанаозен. Името на града от казахски се превежда като „нова река“.
През май 2011 г. петролните работници на „OzenMunaiGas“ обявяват стачка за по-високи заплати и по-добри условия на труд. Стачката е обявена за незаконна от местните власти, а държавната петролна компания уволнява близо 1000 служители. В знак на протест уволнените работници окупират градския площад. На 16 декември 2011 г. полицията е обвинена в стрелба по стачкуващите. Според правителствени служители по време на сблъсъците 15 души (работници и полицаи) са били убити, въпреки че опозиционните източници определят броя им на няколко десетки. При безредиците през този ден са опожарени офисите на местното самоуправление, хотелът и офисът на държавната петролна компания. Според властите в резултат на сблъсъците 86 души са ранени и поради липса на болнични легла в болницата в Жанаозен много от тях са откарани за лечение на около 140 км в областния град Актау.
През януари 2022 г. в Жанаозен отново избухват протести срещу внезапното и рязко увеличение на цените на втечнения газ.

## Население
През 2012 г. населението на града с прилежащите му села Къзълсай (3 500 души), Тенге (18 700 души) и Рахат (30 800 души) възлиза на 129 600 души или 22,2% от общото население на Мангистауска област. Етническият състав на населението се състои главно от казахи (98,67%), руснаци (0,66%) и други (0,67%).

## Култура и образование
В Жанаозен има градски музей, Дом на културата „Мунайши“, кино, библиотеки. Домовете на културата „Шанърак“ и „Атамура“ се намират в селата Къзълсай и Тенге, които са разположени в непосредствена близост. В града има 6 колежа и 1 гимназия.